# سطح‌نشین ای‌دی‌ام اسکیاپارلی
سطح‌نشین ای‌دی‌ام اسکیاپارلی (به انگلیسی: Schiaparelli EDM lander) یک سطح‌نشین مریخ، ساخته آژانس فضایی اروپا بود که در مأموریت خود موفق نشد. ای‌دی‌ام در نام این سطح‌نشین کوتاه شده عبارتی است به معنای «مدول نمایش‌دهنده ورود، پایین‌روی و فرود».
این سطح‌نشین بخشی از پروژهٔ گستردهٔ اگزومارس یا (دگرزیست‌شناسی مریخ) است. که در ایتالیا، و با هدف بهبود و ارائهٔ فناوری فرود بر سطح مریخ به آژانس فضایی اروپا (ایسا) و روس‌کاسموس روسیه ساخته شد.
اسکیاپارلی، همزمان و همراه با مدارگرد ردیاب گاز اگزومارس (TGO تی‌جی‌اُ) در ۱۴ مارس ۲۰۱۶ راه‌اندازی شد و در تاریخ ۱۹ اکتبر سال ۲۰۱۶ برنامهٔ از پیش تعیین شدهٔ خود را برای فرود بر سطح مریخ آغاز کرد. این کاوشگر سطح‌نشین با یک باتری الکتریکی غیرقابل شارژ با قدرت کافی برای ۲ تا ۸ زمان خورشیدی (روز مریخ) مجهز بود.

## نگاهی کوتاه
پس از یک کروز ۷ ماهه، اسکیاپارلی در ۱۶ اکتبر سال ۲۰۱۶، , از مدارگرد خود؛ سه روز پیش از آن‌که به مریخ برسد، و در فلاته نیم‌روز مریخ در ۱۹ اکتبر سال ۲۰۱۶ فرود آید، جدا شد. اسکیاپارلی از یک سپر حرارتی، چتر نجات و موشک‌های ترمزی برای کاهش سرعت فرود خود استفاده می‌کرد. در همین حال، مدارگرد (TGO تی‌جی‌اُ) نیز به مدار مریخ وارد شده و آن را برای چند ماه مانورهای لازم برای تنظیم سرعت و مدار خود، و شروع فعالیت‌های علمی اصلی در اواخر سال ۲۰۱۷ دور می‌زند.
مدارگرد (TGO تی‌جی‌اُ) به کار خود به عنوان یک ماهوارهٔ رله برای فرود آمدن ماموریت‌های آینده تا سال ۲۰۲۲ ادامه خواهد داد.
اسکیاپارلی، ایسا و روس‌کاسموس را با ارائهٔ تکنیک مورد نیاز برای فرود بر سطح مریخ امکان استفادهٔ کامل از سامانه کنترل جهت‌گیری و سرعت به زمین‌نشستن را فراهم می‌آورد. این فناوری‌ها برای انجام مأموریت مریخ نورد اگزومارس در ۲۰۲۰ کلیدی هستند.
نام این فرودگرکاوشگر به ستاره‌شناس ایتالیایی سدهٔ ۱۹ جووانی اسکیاپارلی اشاره دارد، او به ارائهٔ بهترین تعریف برای توصیف ویژگی‌های سطح مریخ شناخته شده است. او همچنین نخستین اخترشناسی است که ارتباط بین پس‌مانده‌های دنباله‌دارها و باران شهاب‌سنگهای سالانه را مشخص کرد.

## ورود و فرود
کاوشگر اسکیاپارلی سه روز قبل از ورود به مریخ، در ۱۶ اکتبر ۲۰۱۶، سه روز قبل از ورود به مریخ، با ورود به جو با سرعت ۲۱٬۰۰۰ کیلومتر در ساعت (۱۳٬۰۰۰ مایل در ساعت؛ ۵٫۸ کیلومتر / ثانیه). از مدارگرد حامل خود ردیاب گاز اگزومارس جدا شد. پس از کاهش سرعت ورود اولیه با گذر از جو سیاره، ماژول قرار بود که با بکارگیری چتر نجات و با استفاده از یک سامانه هدایت حلقه بسته (بازخورد)، هدایت و سامانه کنترلی که بر اساس یک حسگر ارتفاع‌سنج رادار داپلر کار می‌کند، و اندازه‌گیری و سنجش داده‌ها با سامانه‌های سنجشی که همراه دارد، برنامهٔ فرود خود را به پایان برساند.
در سراسر فرود، حسگرهای مختلف به ثبت تعدادی از پارامترهای جوّی و عملکرد کاوشگر می‌پرداختند. مراحل نهایی فرودی که قرار بود صورت پذیرد استفاده از موتورهای سوخت مایع پالس شلیک یا موشک ترمزی بود. نزدیک به دو متر بالاتر از زمین، موتورها با خاموش شدنشان امکان یک فرود آرام را بر روی سکوی خود که ساختاری خردشونده داشت، و به گونه‌ای طراحی شده بود که با تغییر شکل خود ضربهٔ نهایی بر زمین نشستن کامل را جذب و خنثی کنند.
قرار بود که فرود اسکیاپارلی در فلاته نیمروز مریخ در طول فصل طوفان گرد و غبار انجام شود، که یک فرصت منحصر به فرد برای توصیف یک فضای گرد و غبارآلود شده را در ورود و پایین آمدن، و برای انجام اندازه‌گیری‌های سطحی در یک محیط غنی از گرد و پرغبار برنامه‌ریزی شده را فراهم می‌کرد. در صورت موفقیت، هنگامی که بر روی سطح مریخ قرار می‌گرفت، اسکیاپارلی به اندازه‌گیری سرعت و جهت باد، رطوبت، فشار و دمای سطح، و تعیین شفافیت جّو می‌پرداخت. کاوشگر همچنین قرار بود تا به انجام نخستین اندازه‌گیری میدان‌های الکتریکی در سطح این سیاره بپردازد. اسکیاپارلی به یک دوربین فرود نیز با خود داشت.
مریخ‌نورد آپورچونیتی در منطقه حضور داشت و دو تیم با هم امکان این که اگر مریخ نورد توانسته تصویر کاوشگر را هنگام سقوط داشته‌باشد را بررسی کردند، با این حال با توجه به فاصله و واقعیت‌های مختلف فنی این تنها یک احتمال است که این امکان می‌تواند وجود داشته‌باشد.

### از دست‌رفتن کاوشگر
کاوشگر اسکیاپارلی تلاش خود را برای فرود خودکار در تاریخ ۱۹ اکتبر سال ۲۰۱۶ آغاز کرد، اما سیگنال به‌طور غیرمنتظره‌ای زمانی کوتاه پیش از زمان برنامه‌ریزی شدهٔ فرود از دست رفت. . مارس‌اکسپرسِ سازمان فضایی اروپا ایسا و مدارگرد شناسایی مریخ ناسا (MRO) و ماون (مأموریت تکامل مواد فرّار و جوّ مریخ) برای دریافت سیگنال این کاوشگر آماده شده‌بودند. تحلیل اولیهٔ تله‌متری بازگشت (۶۰۰ مگابایت اطلاعات) نشان می‌دهد که سپر حرارتی و چتر نجات همان‌گونه که انتظار می‌رفت عمل کرده‌اند، اما چتر نجات زود رها گردیده است. علاوه بر این، پیشرانه موشک ترمزی بعد از شلیک تنها حدود ۳ ثانیه به جای ۳۰ ثانیهٔ پیش‌بینی شده روشن مانده، بنا بر این به نظر می‌رسد یک فرود نرم آن‌گونه که انتظار می‌رفته رخ نداده است. دوربین زمینه‌ای MRO ناسا نشانه‌های جدیدی را که ممکن است با برخورد کاوشگر مربوط باشد کشف کرده است.

مقایسهٔ نگاره‌های MRO از محل فرود اسکیاپارلی؛ پیشین: (۲۹ مه ۲۰۱۶) و پس از: (۲۰ اکتبر ۲۰۱۶). تصور می‌شود که نقطهٔ بزرگ سیاه و سفید نشان‌دهندهٔ تأثیر برخورد کاوشگر باشد و نقطهٔ سفید چتر نجات آن است.

]]